# Mekhareg
Mekhareg (em árabe: مخارق) é uma cidade e comuna localizada na província de Laghouat, Argélia. Segundo o censo de 2008, a população total da cidade era de 4 317 habitantes.